# Nostalgia (가넷 크로우의 노래)
Nostlagia는 GARNET CROW의 34번째 싱글이자, 마지막 싱글이다. 2012년 9월 26일 기자 스튜디오에서 발매되었다.
전곡의 작곡은 나카무라 유리, 작사는 아즈키 나나, 편곡은 후루이 히로히토가 맡았다.
싱글은 초회한정반(GZCA - 7168)과 통상반 (GZCA - 4136)으로 구성되어 있다.
전작 Misty Mystery 발매 이후, 1년 이상의 공백기를 가진 것은 Smiley Nation이래 2번째가 되었다. 또 초회한정반(GZCA - 7168)과 통상반(GZCA - 4136)의 두 가지 형태로의 발매와 자켓과 수록곡이 다른 것은 花は咲いて ただ揺れて (꽃은 피고 그저 흔들려)이후 5싱글 연속 계속되고 있다. 통상반에만 커플링이 1곡 더 추가로 수록되는 것로 Misty Mystery과 같은 구조다.
싱글 Nostlagia에는 타이틀 그대로 가사에 나오지 않는데, 이는 싱글로서는 Mysterious Eyes, 千以上の言葉を並べても...(천 이상의 말을 늘여 놓아도...)에서는 타이틀 제목이 가사에 등장한 반면에, 제목이 가사에 나오지 않은 것은 처음이다.
초회한정반(GZCA-7168)은 Nostalgia Music Clip이 수록된 DVD가 첨부되어있는 대신에, CD에는 3번 트랙 《Happy Swallow》가 수록되어 있지 않다. 통상반(GZCA-4136)의 경우는 3번 트랙 《Happy Swallow》가 수록되어 있다.
타이틀 곡 《Nostalgia》는 니혼TV계열 해피 Music 9월의 엔딩 테마로 기용되었으며, 오리콘 차트 최고 순위는 주간 10위를 기록했고, CDTV에서 8위를 기록했다.
2013년 GARNET CROW livescope ~Terminus~에서 나카무라 유리의 가넷 크로우 해체 발언을 하면서, Nostalgia는 사실상 마지막 싱글이 되었다.

## 초회한정반
- CD

1. Nostalgia
2. 風の中のオルゴール (바람 안의 오르골)
3. Nostalgia (instrumental)

- DVD

1. Nostalgia Music Clip

## 통상반
- CD

1. Nostalgia
2. 風の中のオルゴール (바람 안의 오르골)
3. Happy Swallow
4. Nostalgia (instrumental)